# Коронель-Принглес (муниципалитет)
Муниципалитет Коронель-Принглес  (исп. Partido de Coronel Pringles) — муниципалитет в Аргентине в составе провинции Буэнос-Айрес.
Территория — 5245 км². Население — 22 933 человек. Плотность населения — 4,37 чел./км².
Административный центр — Коронель-Принглес.

## История
Муниципалитет был образован в 1882 году. Он был назван в честь Хуана Паскуаля Принглеса — героя войны за независимость испанских колоний в Америке.

## География
Муниципалитет расположен на юге провинции Буэнос-Айрес. По территории муниципалитета протекает река Кекен-Саладо.
Муниципалитет граничит:
- на северо-западе — c муниципалитетами Коронель-Суарес, Хенераль-Ла-Мадрид
- на северо-востоке — с муниципалитетами Лаприда, Адольфо-Гонсалес-Чавес
- на востоке — с муниципалитетом Трес-Арройос
- на юге — с муниципалитетом Коронель-Доррего
- на юго-западе — с муниципалитетами Коронель-Росалес, Баия-Бланка
- на западе — с муниципалитетом Торнкист

## Важнейшие населённые пункты[2]
| № | Населённый пункт  | Населённый пункт (исп.) | Категория | Население чел. (2010) | На карте                        |
| - | ----------------- | ----------------------- | --------- | --------------------- | ------------------------------- |
| 1 | Коронель-Принглес | Coronel Pringles        | город     | 20263                 | 37°59′03″ ю. ш. 61°21′14″ з. д. |
| 2 | Индио-Рико        | Indio Rico              | посёлок   | 1054                  | 38°19′49″ ю. ш. 60°53′15″ з. д. |
| 3 | Эль-Дивисорио     | El Divisorio            | посёлок   | 46                    | 38°19′24″ ю. ш. 61°26′46″ з. д. |
| 4 | Лартигау          | Lartigau                | посёлок   | 22                    | 38°26′50″ ю. ш. 61°34′01″ з. д. |
| 5 | Эль-Пенсамьенто   | El Pensamiento          | посёлок   | 12                    | 38°12′56″ ю. ш. 61°18′54″ з. д. |